# Dezoksiribonukleozid
Dezoksiribonukleozid je tip nukleozida koji sadrži šećer dezoksiribozu.

## Primeri
Primeri dezoksiribonukleozida su:
- Dezoksiadenozin
- Dezoksiguanozin
- Timidin
- Dezoksiuridin
- Dezoksicitidin